# Mason County (Texas)
Mason County je okres ve státě Texas v USA. K roku 2010 zde žilo 4 012 obyvatel. Správním městem okresu je Mason. Celková rozloha okresu činí 2 414 km².